# Moscato di Scanzo

Scanzorosciate bei Bergamo

Moscato di Scanzo DOCG oder auch nur Scanzo DOCG ist die Herkunftsbezeichnung eines italienischen Weines aus der Gemeinde Scanzorosciate in der Lombardei. Das zu den kleinsten Appellationen Italiens zählende, traditionsreiche Weinbaugebiet liegt zur Gänze innerhalb der Kommunalgrenzen der Gemeinde Scanzorosciate in der Provinz Bergamo, etwa 50 Kilometer nordöstlich von Mailand und 8 Kilometer nordöstlich von Bergamo. Die in den hügeligen, südexponierten Ausläufern der Bergamasker Alpen gelegene Weinbauzone umfasst heute etwa 30 Hektar, die sich vor allem in den nördlichen und östlichen Bereichen der Gemeinde konzentrieren. Das Gebiet und der dort erzeugte Passito wurden 2002 als DOC (Denominazione di Origine Controllata) eingerichtet und 2009 in eine DOCG hochgestuft. Zum Teil liegen ihre Lagen innerhalb der DOC Valcalepio und der Terre del Colleoni.
Einzige für die Erzeugung des DOCG-Weines zugelassene Rebsorte ist die rote Muskatellerart Moscato di Scanzo, deren Hauptanbaugebiet in dieser DOCG liegt. Die Qualitätsrebe hat wahrscheinlich ihren Ursprung in dieser Region. Da ihre Kultivierung aufwändig ist und die Erträge unzuverlässig sind, geht die mit ihr bestockte Rebfläche kontinuierlich zurück. Außer dem Passito werden aus dieser Rebe auch bemerkenswerte trockene Rotweine, meist Cuvées mit Merlot und/oder Cabernet Sauvignon hergestellt, doch sind diese Weine nicht DOCG zertifiziert.
Der tief granatrote, meist mäßig süße Passito, wird sortenrein aus wenigstens drei Wochen luftgetrockneten Trauben der Moscato di Scanzo gekeltert. Er reift zumindest zwei Jahre in Stahltanks, bevor er auf Flaschen gezogen wird und in den Handel gelangen kann.
Weinbau geht in dieser Region wahrscheinlich auf die Römerzeit zurück. Nach dem Sieg über die Gallier bekamen viele römische Legionäre, darunter auch griechischstämmige, als Veteranen hier ihr Landgut und fingen an, Weinbau zu betreiben. Der Name Rosciate (die selbständigen Gemeinden Scanzo und Rosciate wurden 1927 zu einer Gemeinde fusioniert) wird neben anderen Erklärungsversuchen von den Wortteilen altgriech. ῥώξ (=Weinbeere) und kelt. ate (=Dorf), also Weintraubendorf hergeleitet. Im Mittelalter war dieser Wein an den Renaissancehöfen Oberitaliens ein begehrtes Produkt und in England zählte er im 18. Jahrhundert zu den teuersten Weinen. Im 19. Jahrhundert war er der einzige italienische Wein, der an der Londoner Börse gehandelt wurde und noch immer kauft die Haushaltung des englischen Königshofes Weine aus dieser DOCG. Heute wird der Moscato di Scanzo von etwas weniger als 40, meist kleinen Betrieben in aufwändiger Handarbeit produziert. 33 von ihnen sind in einem Erzeugerkonsortium, dem Consorzio di Tutela Moscato di Scanzo (etwa Markenschutzbündnis) zusammengeschlossen. Die durchschnittliche Produktionsmenge beträgt jährlich etwa 60 000 meist einen halben Liter (seltener 0,375 Liter) fassende Flaschen, ist jedoch sehr starken Schwankungen unterworfen. Deshalb sind gute Weine aus dieser DOCG hochpreisige Produkte; sie zählen jedoch zu den besten Passiti Italiens.

## Lage, Boden und Klima

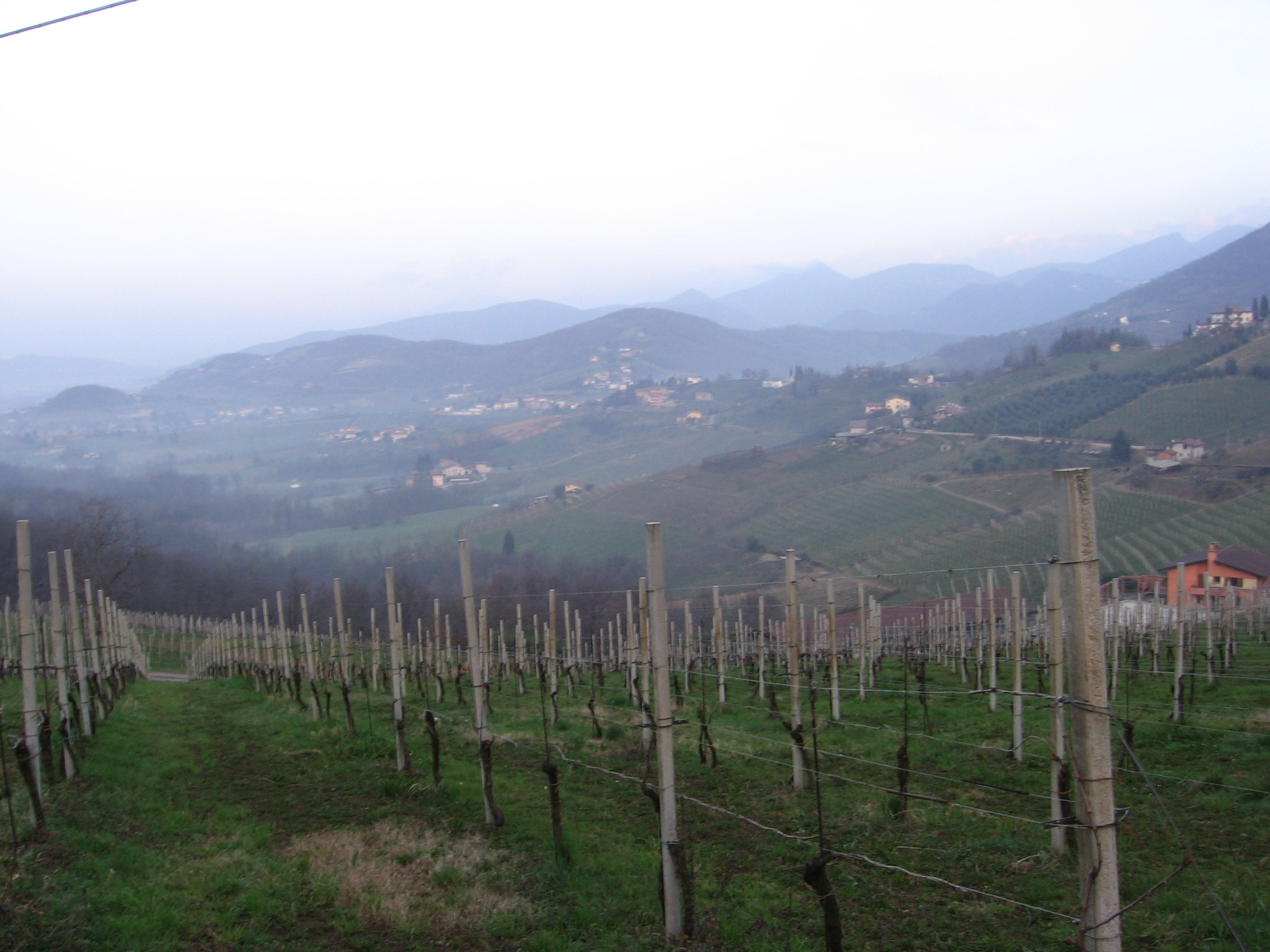
Lagen in der DOCG-Zone

Die Weinbauzone der DOCG liegt in einem hügeligen Gebiet, dort, wo sich die Bergamasker Alpen in die Poebene absenken. Ausschließlich in südliche Richtungen exponierte Hanglagen, zum Teil auch nur mühsam kultivierbare Steillagen sowie leicht geneigte terrassierte Flächen zwischen 300 und 450 Metern sind mit der Moscato di Scanzo-Rebe bestockt. Die Weinberge liegen zum Großteil im nördlichen und nordöstlichen Teil des Gemeindegebietes, östlich des Flusses Serio; sie dehnen sich ostwärts bis ins Gebiet der ehemals selbständigen, jetzt aber zu Scanzorosciate gehörenden Gemeinde Negrone aus.
Die Böden sind flachgründige Kalkmergel mit einem Tongehalt von etwa 15 %. Stellenweise treten Gesteinsbrocken und Geröll des darunterliegenden Muttergesteins an die Oberfläche, das hier wohl wegen seiner hellen, bläulich-grauen Farbe Sass de Luna (Mondstein) genannt wird. Der Sass de Luna, ein an der Oberfläche bröckelig zerfallender Kalkstein ist mit Turbiditen mit gelegentlich aufscheinenden Spurenfossilien durchsetzt. Die Wasserspeicherungskapazität der Böden ist ausreichend; die hellen Gesteinsanteile reflektieren und speichern Sonnenwärme und bewirken einen gewissen Ausgleich der täglichen Temperaturschwankungen.
Das Klima ist ein Ostseitenklima, das für den gesamten oberitalienischen Raum, insbesondere aber für die Poebene typisch ist. Niederschläge verteilen sich über das gesamte Jahr, die Sommer sind jedoch feuchter als die Winter. Insgesamt beträgt die Jahresniederschlagsmenge über 1000 mm/m². Die Sommertemperaturen sind relativ hoch, Spitzenwerte über 30° C sind nicht selten. Die Winter sind mäßig feucht und kühl; im Dezember, Jänner und Februar sind Frosttage häufig, auch Temperaturen unter −10 °C kommen vor. Vor allem Spätfröste nach einem warmen Spätwinter können zu erheblichen Ernteausfällen führen.

## Wein und Weincharakteristik
Für einen DOCG Moscato müssen die Trauben innerhalb der Weinbauzone gewachsen sein und alle Arbeitsschritte zur Weinherstellung, Abfüllung und Reifung in Scanzorosciate erfolgen. Die Weinberge müssen in Hanglagen, Steillagen oder auf terrassierten Flächen liegen, als Erziehungssysteme sind nur ein Niedriger Kordon mit Zapfenschnitt, Cordone speronata genannt, ein hohes Spaliersystem (Casarsa) oder eine einfache Pergola erlaubt. Pergolas waren die ursprüngliche Erziehungsform in der Region, heute sieht man sie nur mehr in extremen Steillagen oder am Rande von Terrassen; sie werden nach und nach vor allem mit niedrigen Kordonen ersetzt. Die Lagen müssen mit mindestens 3500 Stöcken/Hektar bepflanzt sein, der Hektarertrag ist auf 7 Tonnen Lesegut limitiert. Künstliche Bewässerung ist nicht gestattet. Die Lese beginnt Mitte September und dauert bis in die erste Oktoberwoche. Bei der Lese müssen die Trauben einen Zuckergehalt aufweisen, der zumindest einen Gärungsalkohol von 12 Volumenprozent ermöglicht, das entspricht in etwa 90° Oechsle. Für gute Qualitäten ist der Zuckergehalt der Trauben jedoch wesentlich höher. Die sorgfältig gelesenen Trauben werden anschließend in überdachten, seitlich offenen Räumen auf Holzgestellen getrocknet, der Einsatz von Warmluftgebläsen ist erlaubt. Der Trocknungsvorgang, appassimento genannt, dauert mindestens 3 Wochen, meist aber wesentlich länger. Am Ende der Trocknung muss der Zuckergehalt wenigstens 280 Gramm/Liter betragen. Danach werden die Trauben entrappt und leicht gepresst und zwischen vier Tagen und einer Woche gemaischt. Der Ausbau erfolgt in Stahltanks, ein Holzausbau ist nicht zulässig. Die Reifezeit beträgt mindestens zwei Jahre.
Der Moscato di Scanzo ist dunkel granatrot mit violetten Reflexen. Mit zunehmendem Alter werden violette und dunkel schokoladenfarbene Farbnuancen intensiver. Die Regularien schreiben mindestens 14 Volumenprozent Alkohol und weitere 3 % potentiellen Alkohol bei mindestens 4,5 Gramm/Liter Gesamtsäure vor. Das entspricht einem Restzucker von etwa 50 Gramm/Liter, mehr als 100 Gramm/Liter darf der Wein nicht enthalten. Die Weine sind rund und weich und niemals vordergründig süß, sondern tendieren eher zur Geschmacksrichtung abboccato als dolce. Die Aromen und Geschmacksnuancen sind vielfältig und komplex: Neben dem sortentypischen dezenten Muskatton stehen bei jüngeren Weinen Fruchtaromen, etwa Hagebutte, Pflaume und Kirsche im Vordergrund, gut gealterte, sorgfältig vinifizierte Produkte entwickeln leichte Anklänge von Mandel, Tabak und Schokolade sowie vielfältige Gewürznoten. Seine beste Trinkreife erreicht ein Moscato di Scanzo schon nach etwa fünf Jahren; bei sachgerechter Lagerung verliert dieser Wein über viele Jahre hindurch kaum an Qualität. Zum Dessert sollte er gekühlt (~14 °C) getrunken werden, für sich allein, als vino da meditazione etwas wärmer.